# Alan Goodwin Poindexter
Alan Goodwin Poindexter (* 5. November 1961 in Pasadena, Kalifornien; † 1. Juli 2012 in Pensacola, Florida) war ein US-amerikanischer Astronaut.

## Leben

### Ausbildung
Poindexter erwarb 1986 einen Bachelor in Luft- und Raumfahrttechnik vom Georgia Institute of Technology und 1995 einen Master als Luftfahrttechniker von der Naval Postgraduate School in Kalifornien.
Nachdem er sein Bachelor-Diplom erhalten hatte, trat Poindexter in die US Navy ein und wurde in Florida zum Piloten ausgebildet. Es folgte eine Weiterbildung auf Kampfjets des Typs F-14 Tomcat. Mit dem Fighter Squadron 211 wurde er zweimal in den Persischen Golf entsandt und flog Einsätze während des Zweiten Golfkriegs. Anschließend wurde er zum Testpiloten geschult und arbeitete auf dem Stützpunkt Patuxent River in Maryland an einem digitalen Kontrollsystem für die F-14.

### Astronautentätigkeit
Im Juni 1998 wurde Poindexter von der NASA als Astronautenanwärter ausgewählt. Nach der zweijährigen Grundausbildung war er Leiter der Astronautenunterstützungsmannschaften am Kennedy Space Center.

#### STS-122
Ab Sommer 2006 trainierte Poindexter für seinen ersten Raumflug als Pilot der Shuttle-Mission STS-122, die im Februar 2008 durchgeführt wurde. Hauptnutzlast war das europäische Raumlabor Columbus, das an die Internationale Raumstation angedockt wurde.

#### STS-131
Am 5. Dezember 2008 wurde Poindexter als Kommandant für die Mission STS-131 benannt.
Der Start erfolgte am 5. April 2010, die Landung am 20. April 2010.

#### Abschluss der Astronautenlaufbahn
Am 10. Dezember 2010 verließ Poindexter das NASA-Astronauten-Korps, um an seiner früheren Schule, der Naval Postgraduate School in Monterey, Kalifornien, als Ausbilder tätig zu sein.

### Privates
Poindexter, der verheiratet war und zwei Kinder hatte, war einer von fünf Söhnen des ehemaligen Sicherheitsberaters von US-Präsident Ronald Reagan, USN-Admiral John Poindexter. Alan Poindexter starb am 1. Juli 2012 infolge eines Jet-Ski-Unfalls in Pensacola.

## Auszeichnungen
Auswahl der Dekorationen, sortiert in Anlehnung der Order of Precedence of Military Awards:
- Legion of Merit
- Distinguished Flying Cross
- Defense Meritorious Service Medal
- Navy & Marine Corps Commendation Medal
- Navy & Marine Corps Achievement Medal
- National Defense Service Medal
- Southwest Asia Service Medal